# Gehyra oceanica
Espèce
Statut de conservation UICN

 LC  : Préoccupation mineure
Synonymes
- Gecko oceanicus Lesson, 1830
- Stellio argyropus Tilesius Von Tilenau, 1820
- Gehyra pacifica Gray, 1834
- Hemidactylus oualensis Duméril & Bibron, 1836

Gehyra oceanica est une espèce de geckos de la famille des Gekkonidae.

## Répartition et habitat
Cette espèce se rencontre en Nouvelle-Guinée, aux États fédérés de Micronésie, aux Salomon, au Vanuatu, à Nauru, aux îles Cook, aux Samoa, aux Fidji, aux Tonga et aux îles de la Société,..
Sa présence en Australie et à Guam est incertaine.
Cette espèce est arboricole, elle vit dans la forêt primaire et secondaire ainsi que dans les fourrés côtiers.

## Philatélie
Ce gecko a été figuré sur un timbre du Kiribati en 1986 (55 c.)

### Publication originale
- Lesson, 1830 : Description de quelques reptiles nouveaux ou peu connus. Voyage Autour du Monde Execute par Ordre du Roi, sur la Corvette de La Majeste, La Coquille, exécuté Pendant les Annees 1822, 1823, 1824 et 1825, vol. 2, n. 1, p. 1-65, Arthur Bertrand, Paris.